# Wilhelm Müller (Politiker, Februar 1889)
Wilhelm Müller (* 4. Februar 1889 in Kiel; † 30. November 1965 in Rastede) war ein deutscher Kommunalpolitiker (NSDAP).

## Leben
Müller verlebte seine Schulzeit in Wilhelmshaven und bestand am dortigen Kaiser-Wilhelm-Gymnasium 1909 das Abitur. Anschließend studierte er bis 1914 in Göttingen und Kiel Germanistik, Geschichte und Philosophie. Zu Beginn des Ersten Weltkriegs meldete er sich kriegsfreiwillig und nahm von 1914 bis 1918 an den Kämpfen teil, unterbrochen nur von einem Verwundetenurlaub zur Jahreswende 1914/15, in dem er in Kiel promovierte. Nach Kriegsende arbeitete er von 1919 bis 1933 im höheren oldenburgischen Schuldienst, zunächst als Assessor in Rüstringen, dann ab 1920 als Studienrat in Brake und ab 1928 in gleicher Funktion in Delmenhorst. Zum 1. Juli 1930 trat Müller in die NSDAP ein (Mitgliedsnummer 262.215), wurde Ortsgruppenleiter in Hude, dann Gauredner und schließlich ab 1933 in Personalunion Kreisleiter und Staatskommissar für die Stadtgemeinde Delmenhorst.
Vom 1. Juli 1933 bis zum 18. Februar 1937 war Müller Oberbürgermeister der Stadt Delmenhorst. Im Rahmen der Durchführung des Gesetzes über Groß-Hamburg und andere Gebietsbereinigungen ernannte der Gauleiter Carl Röver Müller dann 1937 wegen seiner Erfahrungen im kommunalen Bereich zum Staatskommissar für den Zusammenschluss von Wilhelmshaven und Rüstringen. Dieser neuen dem Freistaat Oldenburg zugeteilten Stadt stand Müller dann bis 1945 als Oberbürgermeister vor. Während dieser Tätigkeit galt sein Hauptaugenmerk den Belangen der Kriegsmarine, die nationalsozialistischen Pläne für den Ausbau Wilhelmshavens zu einer Großstadt mit 400.000 Einwohnern ignorierte er allerdings weitgehend.
In seinem Spruchkammerverfahren des Entnazifizierungs-Hauptausschusses für den Verwaltungsbezirk Oldenburg wurde Müller, der 1945 von den Briten interniert worden war, 1949 „ohne weitere Beschränkungen“ in der Gruppe IV (="Mitläufer) eingeordnet. Zur Begründung hieß es, Müller habe sich nach seiner Amtsenthebung als Delmenhorster Staatskommissar (1934) immer mehr von der NSDAP distanziert und sich dann als Oberbürgermeister von Wilhelmshaven ausschließlich als Kommunalpolitiker betätigt.